# John Della Penna
John Della Penna (Buenos Aires; 27 de mayo de 1951-San Francisco; 24 de septiembre de 2019) fue un piloto de automovilismo y dueño de equipo argentino, fundador del equipo Della Penna Motorsports.

## Biografía
En su juventud, se inspiró en los logros de Juan Manuel Fangio. En 1972, se mudó a San Francisco y adquirió un Crosslé 16F. Luego compró un Ralt RT4. En 1984, terminó tercero en la clasificación de la división Atlantic Championship Series. Posteriormente, debido a la falta de fondos, abandonó las carreras poco tiempo después. Luego se hizo amigo de Jim Vasser, padre del piloto Jimmy Vasser. Durante este período, apoyó aún más las carreras de Willy T. Ribbs y Juan Manuel Fangio II. En 1990, compró un Swift DB-4 y fundó el equipo Della Penna Motorsports, que corrió en la Formula Atlantic en asociación con Genoa Racing. El piloto en ese momento era Jimmy Vasser. Un año más tarde, el compañero de equipo de Vasser fue Jamie Galles, y Vasser ganó el subcampeonato de la serie. En 1994, el nuevo piloto del equipo fue Richie Hearn, quien ganó el subcampeonato en ese momento y el campeonato de la serie un año después. Della Penna luego participó en la serie IRL y CART. El equipo desapareció en el año 2000.
En 2001, Della Penna protagonizó la película Driven como director de equipo. Luego fue comentarista de carreras en la televisión española.